# Martina Moser
Martina Moser (* 9. April 1986 in Burgdorf) ist eine ehemalige Schweizer Fussballspielerin. Sie bestritt 129 Länderspiele.

## Karriere

### Vereine
Ihre Karriere begann Moser 1996 beim FC Biglen, wechselte 2001 zum FC Rot-Schwarz Thun und reüsierte dort mit 15 Jahren direkt zur Stammspielerin in der Nationalliga B. Mit Rot-Schwarz schaffte sie zwei Mal den Aufstieg in die Nationalliga A (2003, 2005) musste aber auch den Abstieg 2004 erleben. Nach dem Aufstieg 2005 wechselte Moser dann zum SC LUwin.ch Luzern. 2004 und 2006 belegte sie jeweils den 2. Platz der Torschützinnenliste in der Nationalliga A. Ab der Saison 2007/08 spielte die offensive Mittelfeldspielerin beim SC Freiburg in der 1. Frauen-Bundesliga. Am 21. Mai 2010 wurde bekannt gegeben, dass Moser beim VfL Wolfsburg einen Zweijahresvertrag unterschreiben hat. Nach Ablauf ihres Vertrages in Wolfsburg wechselte sie zur TSG 1899 Hoffenheim. Dort verhalf sie der Mannschaft aus dem Kraichgau in ihrer ersten Saison mit 13 Toren in 21 Spielen zum Bundesliga-Aufstieg. Nach rund fünf Jahren in Hoffenheim verkündete sie Ende März 2017 ihren Wechsel in die Schweiz zum FC Zürich Frauen.
Im Mai 2022 gab sie ihren Rücktritt auf Ende Saison bekannt.

### Nationalmannschaft
In der Schweizer Nationalmannschaft debütierte Moser am 20. August 2005 in Polen (Endstand 0:3). Am 23. Oktober 2012 stellte sie bei der 0:3-Niederlage gegen Schweden mit ihrem 78. Länderspiel den Rekord von Marisa Brunner ein und überbot ihn am 6. März 2013 bei der 0:2-Niederlage gegen Kanada. Am 4. März 2015 absolvierte sie beim Algarve-Cup 2015, als sie zur zweiten Halbzeit eingewechselt wurde, als zweite Schweizerin ihr 100. Länderspiel. Im selben Spiel bestritt Caroline Abbé, die in der Startelf stand, als erste Schweizerin ihr 100. Länderspiel.
Moser nahm 2015 an der WM in Kanada teil – für die Schweizerinnen die erste Teilnahme an einem grossen Fussballturnier. Sie wurde in den vier Spielen eingesetzt und erzielte beim 10:1 gegen Ecuador ein Tor. Durch ein 0:1 gegen Gastgeber Kanada im Achtelfinal schied das Schweizer Team aus.
Im März 2016 konnten sich die Schweizerinnen beim Qualifikationsturnier für die Olympischen Spiele 2016 nicht qualifizieren, im Juni stand für die Schweiz aber als mindestens eine der besten Gruppenzweiten die erste EM-Endrundenteilnahme fest, am 7. Juni 2016 dann schon vor den letzten beiden Spielen der Gruppensieg.
2017 nahm sie an der EM-Endrunde in den Niederlanden teil. Im Anschluss an das Turnier gab sie ihren Rücktritt aus der Nationalmannschaft bekannt. Zu diesem Zeitpunkt war sie mit 129 Einsätzen Rekordnationalspielerin der Schweiz. Am 5. April 2018 wurde dieser Rekord von Lara Dickenmann eingestellt und am 12. Juni 2018 übertroffen.

## Sonstiges
Moser arbeitete von 2006 bis 2010 als kaufmännische Angestellte beim Schweizerischen Fussballverband. Von 2017 bis 2023 arbeitete sie als Teammanagerin des Männerteams des FC Zürich. Seit 2023 ist sie Co-Kommentatorin und Expertin für Fussball beim Schweizer Fernsehen.

## Statistik
| - U19-Länderspiele (CH) 50 Spiele, 33 Tore - Länderspiele (CH) 126 Spiele, 20 Tore - Nationalliga B (CH) - Saison 2001/2002, FC Rot-Schwarz Thun 20 Spiele - Saison 2002/2003, FC Rot-Schwarz Thun 20 Spiele - Saison 2004/2005, FC Rot-Schwarz Thun 22 Spiele - Nationalliga A (CH) - Saison 2003/2004, FC Rot-Schwarz Thun 18 Spiele, 22 Tore - Saison 2005/2006, SC LUwin.ch 21 Spiele, 14 Tore - Saison 2006/2007, SC LUwin.ch 5 Spiele, 4 Tore - UEFA Women’s Cup - Saison 2006/2007, SC LuWin.ch 6 Spiele | - Frauen-Bundesliga (D) - Saison 2007/2008, SC Freiburg 20 Spiele, 4 Tore - Saison 2008/2009, SC Freiburg 22 Spiele, 8 Tore - Saison 2009/2010, SC Freiburg 21 Spiele, 2 Tore - Saison 2010/2011, VfL Wolfsburg 18 Spiele, 5 Tore - Saison 2011/2012, VfL Wolfsburg 21 Spiele, 1 Tor - 2. Fußball-Bundesliga (D) - Saison 2012/2013, TSG 1899 Hoffenheim 21 Spiele, 13 Tore - Frauen-Bundesliga (D) - Saison 2013/2014, TSG 1899 Hoffenheim 21 Spiele, 6 Tore - Saison 2014/2015, TSG 1899 Hoffenheim 22 Spiele, 4 Tore - Saison 2015/2016, TSG 1899 Hoffenheim 22 Spiele, 8 Tore - Saison 2016/2017, TSG 1899 Hoffenheim 22 Spiele, 3 Tore | - DFB-Pokal - Saison 2007/2008, SC Freiburg 2 Spiele - Saison 2008/2009, SC Freiburg 3 Spiele - Saison 2009/2010, SC Freiburg 2 Spiele, 1 Tor - Saison 2010/2011, VfL Wolfsburg 1 Spiel - Saison 2011/2012, VfL Wolfsburg 2 Spiele - Saison 2012/2013, TSG 1899 Hoffenheim 3 Spiele, 2 Tore - Saison 2013/2014, TSG 1899 Hoffenheim 1 Spiel - Saison 2014/2015, TSG 1899 Hoffenheim 1 Spiel - Saison 2015/2016, TSG 1899 Hoffenheim 2 Spiele, 2 Tore - Saison 2016/2017, TSG 1899 Hoffenheim 1 Spiel, 1 Tor (Stand: 9. Oktober 2016) |

## Erfolge
- Schweizer Meisterin  2006, 2018, 2019, 2022
- Schweizer Cupsiegerin 2006, 2018, 2019, 2022
- Meister der 2. Fussball-Bundesliga Süd 2012/13